# Sar-é Pol (ville)
Pour les articles homonymes, voir Sar-é Pol.
Sar-é Pol est une ville du nord-ouest de l'Afghanistan, capitale de la province du même nom, Sar-é Pol. Elle fut indépendante de 1831 à 1850, puis de 1863 aux années 1880. Elle est située sur la rivière Sar-é Pol (ou Safed Roud).
Le 8 août 2021, la ville est prise par les troupes talibanes.

## Gouverneurs
Voici la liste des gouverneurs de Sar-é Pol.
Il est possible que le gouverneur de la ville ait porté un autre titre que wali ; ce dernier a été indiqué car c'est celui utilisé pour les gouverneurs de la ville de Maïmana.
- 1831-1838 : Dhu'l-Fiqar Khan
- 1838-1850 : Mahmud Khan
- 1863-1867 : Fa'iz Mohammed Khan
- 1867-1879 : Hakim Khan
- 1879-Vers 1880 : Mir Mohammed